# Phyllagathis erecta
Phyllagathis erecta är en tvåhjärtbladig växtart som först beskrevs av Shiu Ying Hu, och fick sitt nu gällande namn av Cheng Yih Wu och Chieh Chen. Phyllagathis erecta ingår i släktet Phyllagathis och familjen Melastomataceae. Inga underarter finns listade i Catalogue of Life.